# Almendrales (métro de Madrid)
Almendrales est une station de la ligne 3 du métro de Madrid en Espagne. Elle est située sous l'avenue de Cordoue, entre les quartiers d'Almendrales et de Las Carolinas, dans l'arrondissement d'Usera.

## Situation sur le réseau
Établie en souterrain, Almendrales est située entre Legazpi, en direction du terminus nord Moncloa, et Hospital 12 de Octubre, en direction du terminus sud El Casar.
La station a la particularité de posséder quatre voies. Les deux principales encadrent un quai central et les deux autres ne possèdent pas de quai et servent d'évitement pour les rames chargées de renforcer la desserte entre Legazpi et Moncloa pendant les heures de pointe.

## Histoire
La station est ouverte le 21 avril 2007, lors de la mise en service du prolongement de la ligne au sud de Legazpi jusqu'à Villaverde Alto.

## Service des voyageurs

### Accueil
La station possède deux accès équipés d'escaliers et d'escaliers mécaniques, auxquels s'ajoute un troisième direct par ascenseur depuis l'extérieur.

### Intermodalité
La station est en correspondance avec les lignes d'autobus no 18, 22, 59, 76, 79, 85, 86, N13 et N14 du réseau EMT et avec les lignes d'autocars interurbains no 411, 421, 422, 424, 426, 447, 448, N401 et N402.